# Cordillera de Nahuelbuta
Cordillera de Nahuelbuta är en bergskedja i Chile. Den ligger i den södra delen av landet, 500 km söder om huvudstaden Santiago de Chile.
I omgivningarna runt Cordillera de Nahuelbuta växer i huvudsak städsegrön lövskog. Runt Cordillera de Nahuelbuta är det ganska glesbefolkat, med 48 invånare per kvadratkilometer.